# Glenea flavotincta
Glenea flavotincta es una especie de escarabajo del género Glenea, familia Cerambycidae. Fue descrita científicamente por Aurivillius en 1926.
Habita en Filipinas. Esta especie mide 9-14 mm.